# Zagreb Indoors
Zagreb Indoors, oficiálně PBZ Zagreb Indoors, byl profesionální tenisový turnaj mužů hraný v chorvatském hlavním městě Záhřebu. Na okruhu ATP World Tour se mezi lety 2009–2015 řadil do kategorie ATP Tour 250. Konal se v hale Dom Sportova na krytých dvorcích s tvrdým povrchem RuKort.
Turnaj byl založen v roce 1996 a v letech 1998–2005 neprobíhal. Odehrával se v únorovém termínu jako první evropský turnaj sezóny. Do soutěže dvouhry nastupovalo dvacet osm hráčů a čtyřhry se účastnilo šestnáct párů. Nejvyšší počet čtyř singlových titulů získal Chorvat Marin Čilić. Dva tituly si připsal jeho krajan a wimbledonský vítěz Goran Ivanišević.
V sezóně 2016 jej v kalendáři nahradil sofijský turnaj Garanti Koza Sofia Open, jakožto vůbec první událost ATP Tour na bulharském území.

## Přehled finále

### Mužská dvouhra
| Rok  | vítěz                  | finalista         | výsledek           |
| ---- | ---------------------- | ----------------- | ------------------ |
| 1996 | Goran Ivanišević       | Cédric Pioline    | 3–6, 6–3, 6–2      |
| 1997 | Goran Ivanišević (2)   | Greg Rusedski     | 7–6, 4–6, 7–6      |
| 1998 | turnaj se nekonal      | turnaj se nekonal | turnaj se nekonal  |
| 2005 | turnaj se nekonal      | turnaj se nekonal | turnaj se nekonal  |
| 2006 | Ivan Ljubičić          | Stefan Koubek     | 6–3, 6–4           |
| 2007 | Marcos Baghdatis       | Ivan Ljubičić     | 7–6(7–4), 4–6, 6–4 |
| 2008 | Serhij Stachovskyj     | Ivan Ljubičić     | 7–5, 6–4           |
| 2009 | Marin Čilić            | Mario Ančić       | 6–3, 6–4           |
| 2010 | Marin Čilić (2)        | Michael Berrer    | 6–4, 6–7(7–5), 6–3 |
| 2011 | Ivan Dodig             | Michael Berrer    | 6–3, 6–4           |
| 2012 | Michail Južnyj         | Lukáš Lacko       | 6–2, 6–3           |
| 2013 | Marin Čilić (3)        | Jürgen Melzer     | 6–3, 6–1           |
| 2014 | Marin Čilić (4)        | Tommy Haas        | 6–3, 6–4           |
| 2015 | Guillermo García-López | Andreas Seppi     | 7–6(7–4), 6–3      |

### Mužská čtyřhra
| Rok  | vítězové                          | finalisté                          | výsledek              |
| ---- | --------------------------------- | ---------------------------------- | --------------------- |
| 1996 | Libor Pimek Menno Oosting         | Martin Damm Hendrik Jan Davids     | 6–3, 7–6              |
| 1997 | Saša Hiršzon Goran Ivanišević     | Mark Keil Brent Haygarth           | 6–4, 6–3              |
| 1998 | turnaj se nekonal                 | turnaj se nekonal                  | turnaj se nekonal     |
| 2005 | turnaj se nekonal                 | turnaj se nekonal                  | turnaj se nekonal     |
| 2006 | Jaroslav Levinský Michal Mertiňák | Davide Sanguinetti Andreas Seppi   | 7–6(8–6), 6–1         |
| 2007 | Michael Kohlmann Alexander Waske  | František Čermák Jaroslav Levinský | 7–6(7–5), 4–6, [10–5] |
| 2008 | Paul Hanley Jordan Kerr           | Christopher Kas Rogier Wassen      | 6–3, 3–6, [10–8]      |
| 2009 | Martin Damm Robert Lindstedt      | Christopher Kas Rogier Wassen      | 6–4, 6–3              |
| 2010 | Jürgen Melzer Philipp Petzschner  | Arnaud Clément Olivier Rochus      | 3–6, 6–3, [10–8]      |
| 2011 | Dick Norman Horia Tecău           | Marcel Granollers Marc López       | 6–3, 6–4              |
| 2012 | Marcos Baghdatis Michail Južnyj   | Ivan Dodig Mate Pavić              | 6–2, 6–2              |
| 2013 | Julian Knowle Filip Polášek       | Ivan Dodig Mate Pavić              | 6–3, 6–3              |
| 2014 | Jean-Julien Rojer Horia Tecău (2) | Philipp Marx Michal Mertiňák       | 3–6, 6–4, [10–2]      |
| 2015 | Marin Draganja Henri Kontinen     | Fabrice Martin Purav Radža         | 6–4, 6–4              |